# Joy Wants Eternity
Joy Wants Eternity ist eine US-amerikanische Post-Rock-Band aus Seattle, Washington, die im Jahr 2003 gegründet wurde.

## Geschichte
Die Band wurde im Herbst 2003 von dem Schlagzeuger Emory Liu, den Gitarristen Salvador Huerta und Michael Sterling, dem Gitarristen und Keyboarder Rob Thompson und dem Keyboarder, Bassisten und Gitarristen Daniel Salo gegründet. Im Sommer 2004 nahm die Gruppe ihre erste EP namens Must You Smash Your Ears Before You Learn to Listen with Your Eyes, die im Folgejahr erschien. Im Mai 2007 erschien das Debütalbum You Who Pretends To Sleep über Beep Repaired Records. Nachdem die Lieder der Band mehrfach im Radio gespielt wurden, unterzeichnete die Gruppe einen Vertrag bei dem japanischen Label Xtal Records, worüber You Who Pretends To Sleep wiederveröffentlicht wurde. Das nächste Album The Fog Is Rising erschien im Mai 2012.

## Stil
Laut IamHop von postrockstar.com gebe es auf The Fog Is Rising schwere mit klirrenden, klimaxartigen Becken-Klängen versehene und langsame, Ambient-artige Momente, die im Kontrast zueinander stehen würden. Zudem seien die Lieder teils so dicht, dass einzelne Instrumente teils verschwimmen würden.

## Diskografie
- 2004: Must You Smash Your Ears Before You Learn to Listen with Your Eyes (EP, Eigenveröffentlichung)
- 2007: You Who Pretends To Sleep (Album, Beep Repaired Records)
- 2012: The Fog Is Rising (Album, Eigenveröffentlichung)